# Mount Stroschein
Mount Stroschein ist ein 1020 m hoher Berg im westantarktischen Queen Elizabeth Land. In der nördlichen Patuxent Range der Pensacola Mountains ragt er 3 km südwestlich des Weber Ridge in den Anderson Hills auf.
Der United States Geological Survey kartierte ihn anhand eigener Vermessungen und Luftaufnahmen der United States Navy aus den Jahren von 1956 bis 1966. Das Advisory Committee on Antarctic Names benannte ihn 1968 nach Leander Adolph Stroschein (1940–2002), Meteorologe auf der Plateau-Station in zwei antarktischen Sommerkampagnen zwischen 1965 und 1967.